# Foxfire
Foxfire (v anglickém originále Foxfire) je americký dramatický film z roku 1996. Režisérkou filmu je Annette Haywood-Carter. Hlavní role ve filmu ztvárnili Hedy Burress, Angelina Jolie, Jenny Lewis, Jenny Shimizu a Sarah Rosenberg.

## Obsazení
| Hedy Burress        | Madeline Wirtz    |
| Angelina Jolie      | Margaret Sadovsky |
| Jenny Lewis         | Rita Faldes       |
| Jenny Shimizu       | Goldie Goldberg   |
| Sarah Rosenberg     | Violet Kahn       |
| Michelle Brookhurst | Cindy             |
| Peter Facinelli     | Ethan Bixby       |
| Dash Mihok          | Dana Taylor       |